# Bethnal Green (Metropolitano de Londres)
Bethnal Green é uma estação do Metrô de Londres em Bethnal Green, na Central line. Ela fica na Zona 2 do Travelcard.

## História
O New Works Programme do London Passenger Transport Board (LPTB) de 1935–40 incluiu uma nova estação de nível profundo em Bethnal Green como parte da extensão da linha Central da Liverpool Street para Ongar e Woodford sobre o ramal suburbano da London & North Eastern Railway para Epping e Ongar em Essex, bem como uma nova linha subterrânea entre Leytonstone e Newbury Park principalmente sob a A12 Avenue para atender aos novos subúrbios em desenvolvimento no norte Ilford e o Circuito de Hainault.
A construção da extensão leste da Linha Central começou na década de 1930 e os túneis estavam quase concluído no início da Segunda Guerra Mundial, embora os trilhos não tivessem sido colocados.